# Villar de Argañán
Villar de Argañán är en kommun i Spanien.   Den ligger i provinsen Provincia de Salamanca och regionen Kastilien och Leon, i den västra delen av landet, 250 km väster om huvudstaden Madrid. Antalet invånare är 101. Arean är 30 kvadratkilometer.
Terrängen i Villar de Argañán är platt.